# Turismo in Egitto

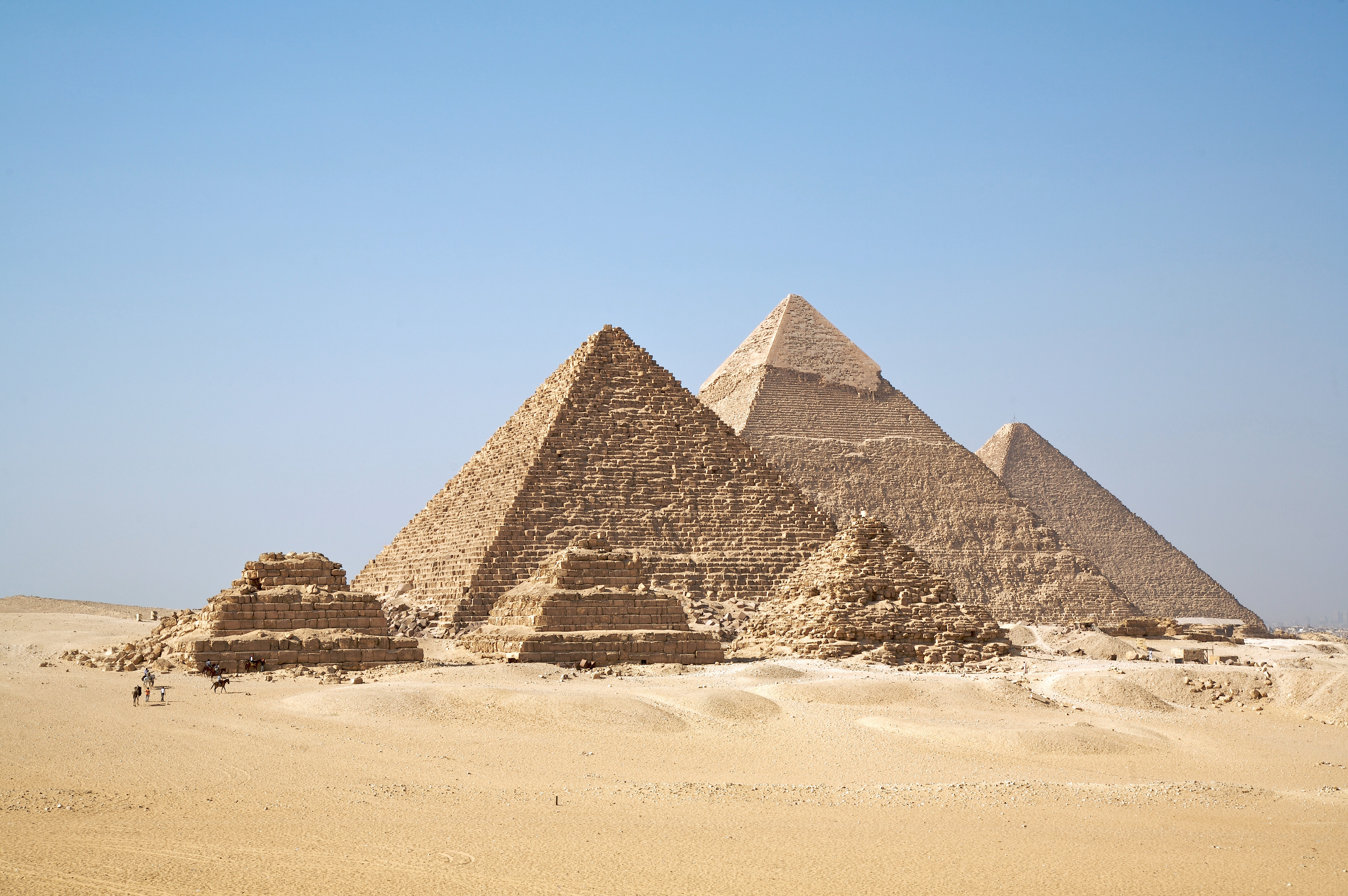
Le tre grandi piramidi nella necropoli di Giza.

Il turismo in Egitto risulta essere una delle parti più importanti dell'economia nazionale; al suo apice nel 2010 il settore ha impiegato circa il 12% della forza lavoro dell'intero paese, al servizio di 14,7 milioni di visitatori e fornendo un fatturato di 12,5 miliardi di dollari oltre a contribuire a più dell'11% del prodotto interno lordo ed al 14,4% di tutti i ricavi in valuta straniera.

## Storia

Proventi del turismo dal 1982 al 2003.

Il numero dei turisti in Egitto si attestava a 100.000 nel 1951. Il turismo come uno dei settori portanti dell'economia ha preso ritmo dal 1975 in poi, dopo che il paese ha facilitato la politica dei visti togliendo le restrizioni presenti fino ad allora per quasi tutti i paesi europei e nordamericani ed aprendo nuove ambasciate con sede in stati come l'Austria, i Paesi Bassi, la Danimarca e la Finlandia.
Nel 1976, il turismo è stato un punto focale del piano quinquennale del governo, dove il 12% del bilancio è stato assegnato all'aggiornamento degli alberghi di proprietà statale, ed istituendo un fondo di prestito per gli alberghi privati, oltre ad operare un potenziamento delle infrastrutture (tra cui quella stradale, lo snodo ferroviario e la connettività aereo-portuale) per i principali centri turistici lungo le zone costiere.
Nel 1979, esperti di turismo e consulenti sono stati portati dalla Turchia e diversi nuovi collegamenti sono stati stabiliti con l'aiuto turco tra il 1979 e il 1981, per insegnare corsi di diploma di ospitalità e gestione del turismo. L'afflusso turistico è aumentato a 1,8 milioni nel 1981 e poi a 5,5 milioni nel 2000. Il turismo ha raggiunto un apice nel 2010, raggiungendo 14,7 milioni di visitatori con i ricavi da turismo che hanno raggiunto il loro punto più alto a 12.5 miliardi di dollari sempre nel corso del 2010; da allora il numero dei turisti è significativamente diminuito (fino a 9,5 milioni nel 2013) e le entrate fino a 5.9 miliardi di valuta pregiata straniera, grazie alle sempre più frequenti minacce alla sicurezza e ai disordini civili.
Le minacce maggiormente di rilievo alla sicurezza hanno avuto un continuo effetto sul settore nel corso degli ultimi venti anni. Cinquantotto turisti stranieri sono stati uccisi nel 1997 col massacro di Luxor. L'industria ha risentito anche degli attentati dell'11 settembre 2001 con gli attacchi nella parte orientale degli Stati Uniti, dei bombardamenti nella penisola del Sinai del 2004, degli attacchi terroristici a Il Cairo dell'aprile 2005, degli attentati del 23 luglio 2005 a Sharm el-Sheikh e degli attentati di Dahab del 2006. I militanti sono stati in genere motivati da una combinazione di Qutbiyya e dall'opposizione al governo del presidente Hosni Mubarak, quindi attaccare gli stranieri che sono generalmente non musulmani e nel contempo far diminuire il reddito dell'industria turistica è stato visto come servire ad entrambi gli scopi.

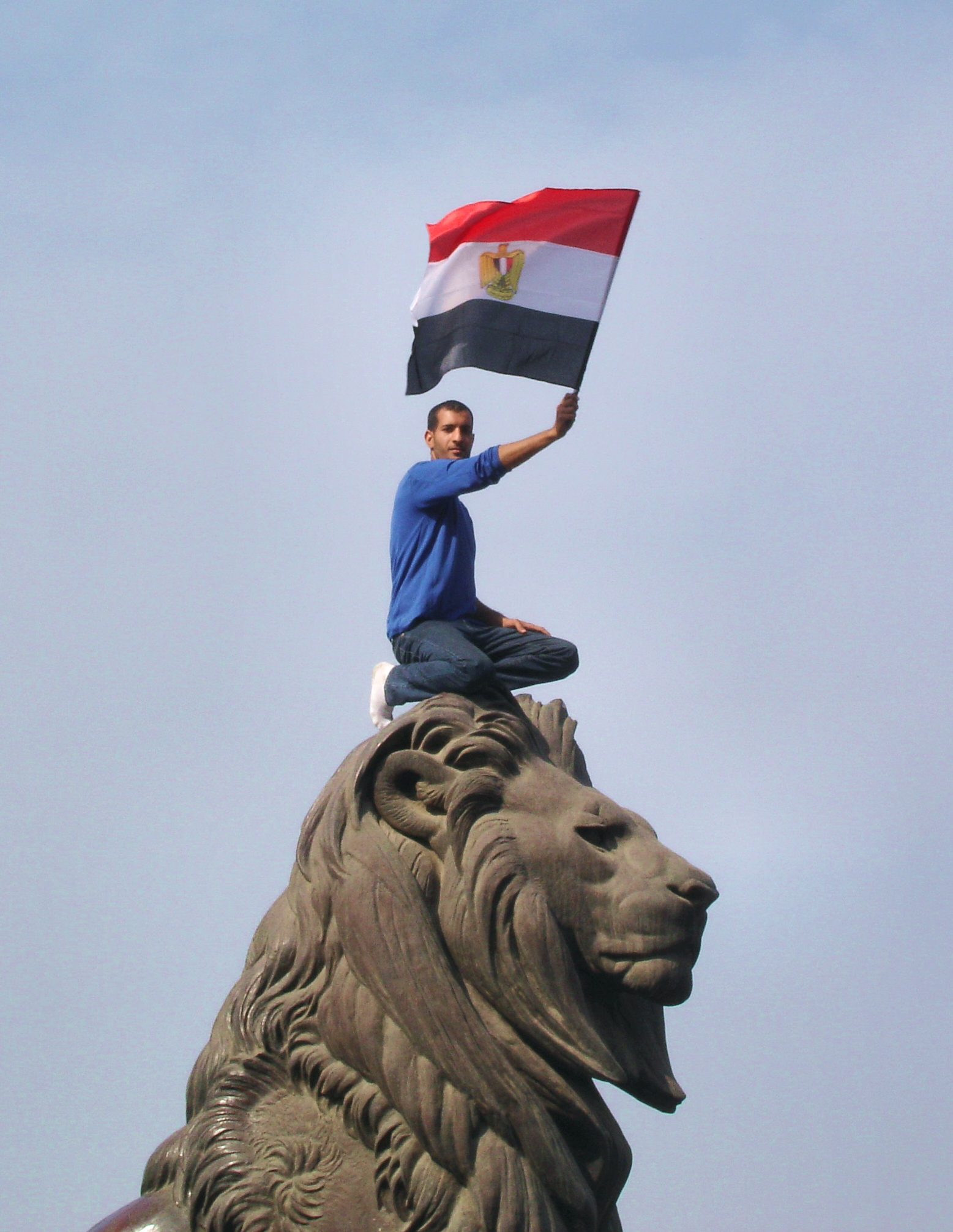
Proteste svolte in cima al ponte Qasr al-Nil con un manifestante che sventola la bandiera dell'Egitto.

### Impatto delle rivoluzioni sul turismo
La rivoluzione egiziana del 2011, che ha incluso attacchi ai giornalisti stranieri come la britannica Natasha Smith e la sudafricana Lara Logan al Cairo in piazza Tahrir (Piazza della Liberazione), insieme con la serie delle proteste del biennio 2012-13, hanno influenzato negativamente il turismo. Il nuovo regime ha lavorato duramente per creare stabilità e i resort lungo il Mar Rosso, in particolare, hanno avuto un crescente numero di presenze turistiche.
Durante la rivoluzione del 2011, il numero di visitatori è crollato di oltre il 37%, diminuendo i profitti dagli oltre 12 miliardi di dollari nel 2010 ai soli 9 entro la fine del 2011. Questo ha ovviamente influenzato una vasta gamma di aziende direttamente o indirettamente dipendenti da turismo, dalla sistemazione di viaggio e delle attrazioni turistiche, di noleggio auto e trasporto aereo, così come le industrie di salute e benessere. I tour operator che offrono sconti pesanti per incoraggiare i turisti di ritorno hanno avuto un relativo successo nelle località del Mar Rosso, dove i prezzi rimangono inferiori rispetto al 2011.
Nella prima metà del 2014 il numero di turisti è diminuito ulteriormente del 25% rispetto allo stesso periodo del 2013, e anche i ricavi si sono ridotti del 25%.
Nel 2013, l'Egitto si è classificato all'85ª posizione come miglior paese del mondo in termini di turismo e viaggio, cadendo di dieci posti dalla stessa classifica nel 2011; ha riguadagnato un po' di terreno nel 2015, essendosi posizionato 83° in generale.

## Statistiche

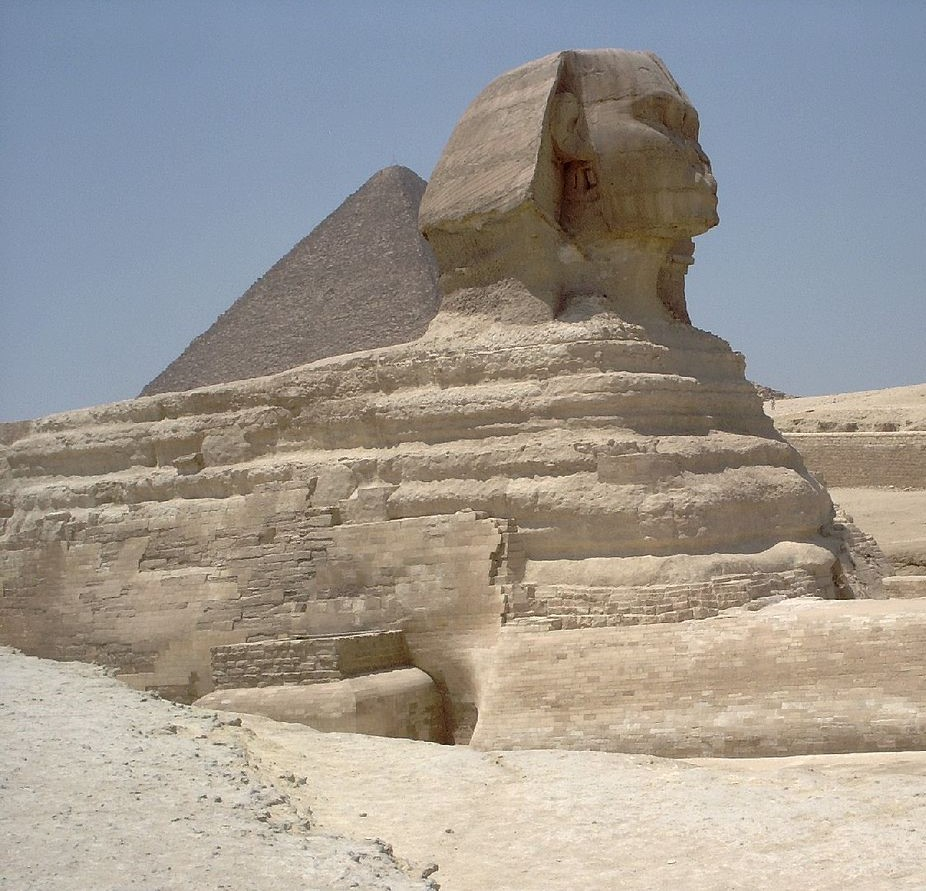
La grande Sfinge di Giza.

| Anno | Numero totale di turisti, milioni | Numero totale di notti, milioni |
| ---- | --------------------------------- | ------------------------------- |
| 1995 | 2.9                               |                                 |
| 2000 | 5.2                               |                                 |
| 2005 | 8.2                               |                                 |
| 2010 | 14.7                              | 147.4                           |
| 2011 | 9.8                               | 114.2                           |
| 2012 | 11.5                              | 137.8                           |
| 2013 | 9.5                               | 94.4                            |
| 2014 | 9.9                               | 97.3                            |
| 2015 | 9.3                               | 84.1                            |
| 2016 | 5.4                               | 37.2                            |
| 2017 | 8.9                               |                                 |
| 2018 | 11.3                              |                                 |
| 2019 | 13.6                              |                                 |

| Anno      | Ricavi totali, miliardi di dollari |
| --------- | ---------------------------------- |
| 1995      | 3.0                                |
| 2000      | 4.7                                |
| 2005      | 7.2                                |
| 2010      | 12.5                               |
| 2011      | 8.7                                |
| 2012      | 9.9                                |
| 2013      | 6.0                                |
| 2014      | 7.2                                |
| 2015-2016 | 3.3                                |
| 2016-2017 | 4.4                                |
| 2017-2018 | 9.8                                |
| 2018-2019 | 12.6                               |

## Principali attrazioni
Le principali mete turistiche includono i monumenti millenari presenti nella Valle del Nilo; tra questi i principali comprendono le Piramidi nella necropoli di Giza e la grande Sfinge di Giza, i templi di Abu Simbel a sud di Assuan, il complesso templare di Karnak e la Valle dei Re vicino a Luxor. Attrazioni al Cairo sono il Museo del Cairo e la moschea di Muhammad Ali Pasha. La costa della penisola del Sinai ha località balneari molto frequentate.
- Giza, 20 km a sud ovest del Cairo, ha diversi resti risalenti al XXVI secolo a.C., come templi e monumenti dei faraoni tra cui la Grande Sfinge di Giza e le tre maggiori piramidi, tra cui la piramide di Cheope.
- Saqqara, 30 km a sud del Cairo è un vasto territorio antico di sepoltura che serviva come necropoli della capitale egizia antica di Menfi (Egitto). È dotata di numerose piramidi, tra cui la più antica piramide a gradoni ancora in piedi al mondo, così come un certo numero di mastabe.
- Luxor, a circa 500 km a sud del Cairo, è il sito dell'antica città di Tebe (Egitto). Esso comprende le rovine del complesso templare di Karnak e Luxor antica, che si distinguono all'interno della città moderna. Sul lato opposto del fiume Nilo si trovano i monumenti, i templi e le tombe della necropoli posta ad ovest, che includono la Valle dei Re e la Valle delle Regine.
- Abu Simbel, circa 850 km a sud del Cairo (vicino al confine col Sudan) è un sito archeologico costituito da due enormi templi di roccia originariamente scavati sulla montagna durante il regno del faraone Ramses II (XIII secolo a.C.). Il complesso è stato trasferito nella sua interezza nel 1960 per evitare di essere sommerso durante la creazione del lago Nasser che doveva ospitare una grande diga. Ora sono situati su una collina artificiale fatta da una struttura alta a cupola sopra il serbatoio di Aswan High Dam (vedi diga di Assuan).

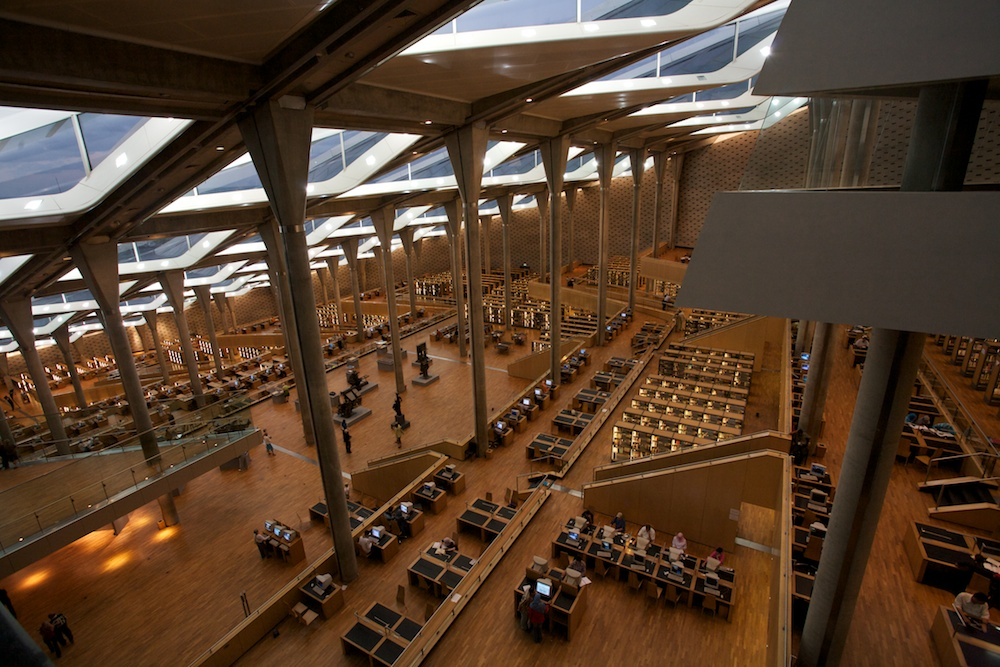
Veduta interna della Bibliotheca Alexandrina.

- Alessandria d'Egitto è una delle principali località di villeggiatura estiva, per le sue spiagge, la storia antica e i suoi musei, in particolare la Bibliotheca Alexandrina, un progetto moderno basato sul rilancio dell'antica biblioteca di Alessandria.
- Penisola del Sinai. Il Sinai ha le località balneari di Sharm el-Sheikh, Dahab, Nuweiba e Taba e località menzionate nella Bibbia come il Monte Sinai ("Jabal Musa"). Il monastero di Santa Caterina (Egitto) può essere considerato il monastero cristiano più antico che opera ancor oggi nel mondo.
- Ain Sukhna, circa 110 km a est del Cairo ha un certo numero di località balneari.
- Asyūṭ : nel sud dell'Egitto ha edifici storici risalenti al tempo dei faraoni e antiche moschee.

## Antico Egitto
La civiltà dell'antico Egitto ha lasciato numerosi monumenti e templi che sono diventati attrazioni per i visitatori dei nostri giorni. Questi includono, tra quelli di maggior rilevanza:
- Piramidi: ci sono più di 70 piramidi lungo il corso del fiume Nilo, con le tre piramidi di Giza tra le più note. La Sfinge, una grande statua dal corpo di leone, si trova accanto alle tre piramidi della necropoli di Giza. Le piramidi sono state costruite più di 4.000 anni fa, durante i regni dei faraoni Cheope, Chefren e Micerino. Questi tre corpi dei sovrani sono stati sepolti all'interno delle piramidi. La piramide di Cheope è la più grande ed arriva a 145 metri di altezza, e ci si riferisce ad essa come alla "Grande Piramide".

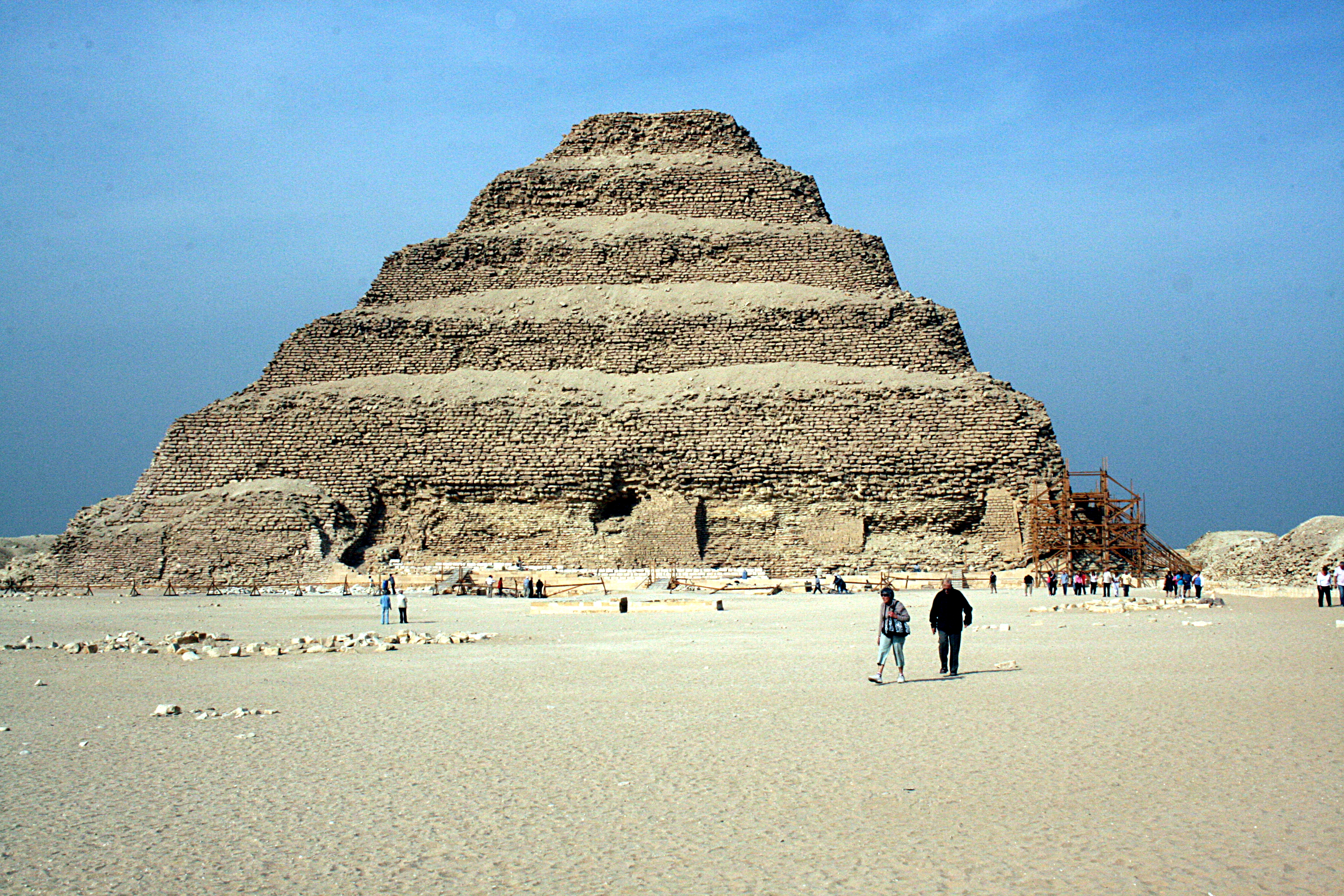
La piramide a gradoni di Djoser/Sekhemkhet.

- Complesso di Saqqara: Le vaste necropoli di Saqqara tra cui Menfi (Egitto) si trova a 24 chilometri a sud del centro de Il Cairo. Menfi è stata fondata nel 3000 a.C. circa da Menes, il primo faraone documentato storicamente, insieme ad altre 11 piramidi. Menfi è stata la capitale amministrativa dell'antico Egitto. Saqqara comprende il complesso funerario di Zoser, la tomba di Mereruka e il Serapeo, una grande struttura che ospita una collezione di calcare di tori Api mummificati in bare di granito gigantesche da vari re, come Teti (faraone).

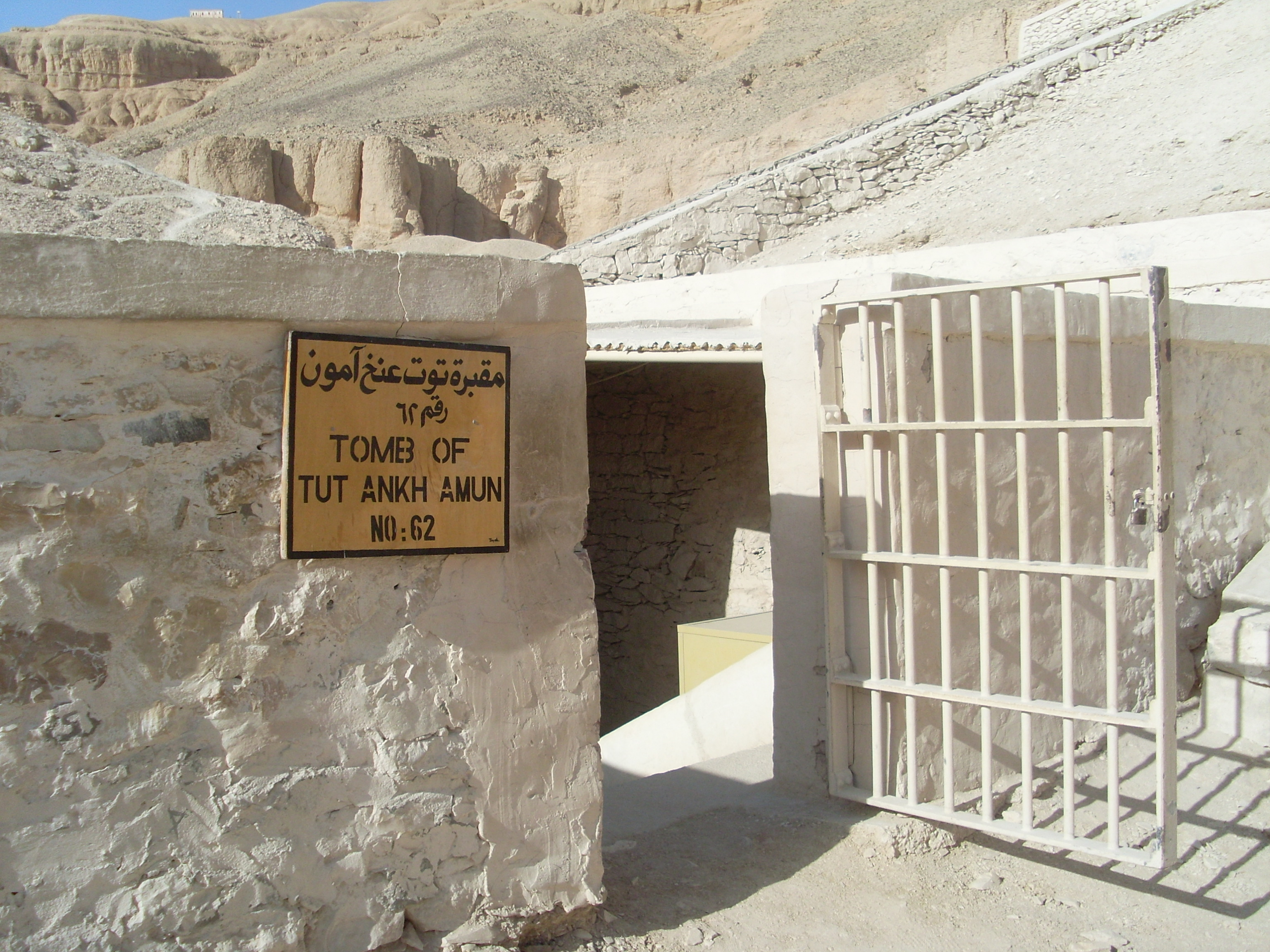
L'ingresso alla tomba di Tutankhamon nella Valle dei Re.

- Valle dei Re a Tebe (Egitto): a causa dei continui furti dalle tombe all'interno di piramidi, 26 faraoni della XVIII-XX dinastia tra cui Tutankhamon, Ramses II il Grande e Thutmosi III avevano predisposto le proprie tombe scavate direttamente nella roccia della Valle dei Re. Ci sono ulteriori tombe nella Valle delle Regine.

## Crociere sul Nilo

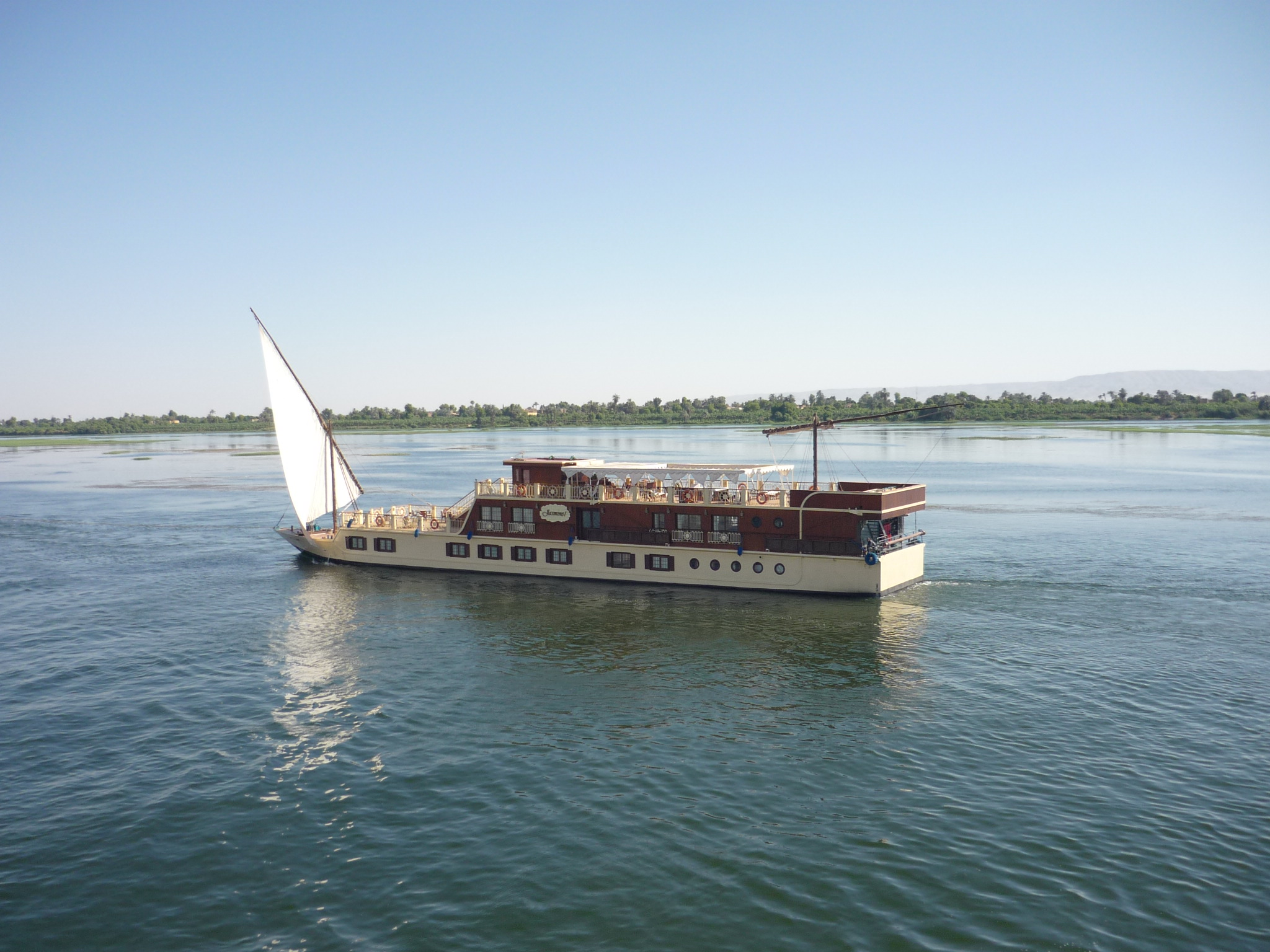
Crociera sul Nilo, tra Assuan e Esna.

Crociere sono offerte lungo tutto il corso del Nilo, che vanno da brevi escursioni tra Luxor e Assuan a crociere più lunghe che includono la città settentrionale di Dendera.
Molte crociere vengono svolte a bordo di una nave più grande che funziona come un albergo galleggiante. Altri viaggi sul Nilo possono essere eseguiti su una feluca, una barca a vela tradizionale, in cui i percorsi durante la notte possono richiedere ai passeggeri a dormire all'aria aperta sul ponte.
Tra ottobre e metà aprile le temperature diurne sono più fresche e le chiuse del Nilo sono aperte; fino a metà aprile le chiuse sul fiume servono per gestire i livelli dell'acqua, richiedendo ai passeggeri di scendere su un lato della chiusa e trasferirsi ad un'altra barca sull'altro lato.

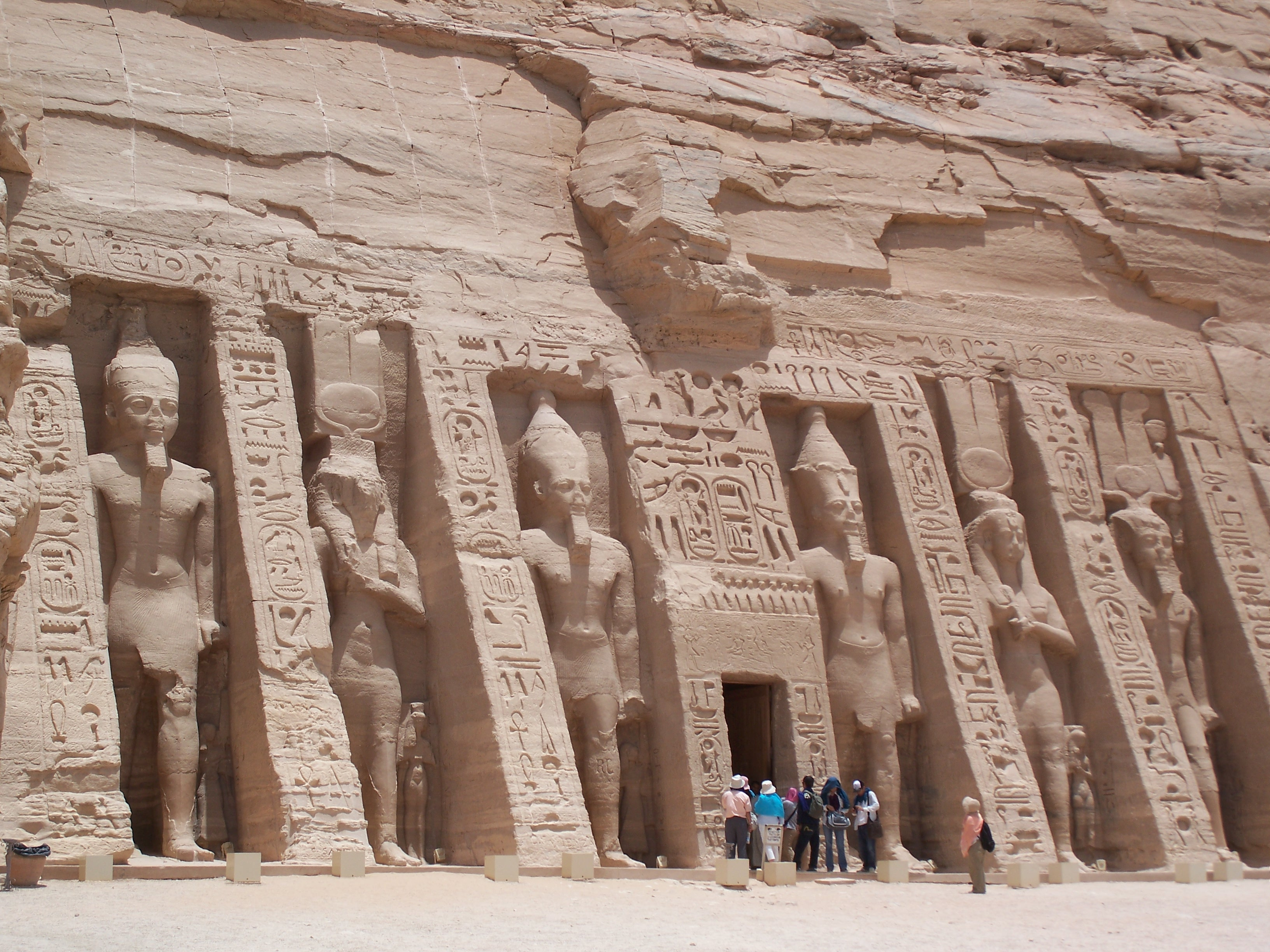
Il tempio di Nefertari ad Abu Simbel.

## Trasporti
Il passaporto ed il visto d'ingresso sono necessari per i visitatori stranieri, tranne che per i nativi dei diversi paesi del Medio Oriente. I viaggiatori nativi per la maggior parte dell'Africa devono avere la prova della vaccinazione fatta contro il colera e la febbre gialla.

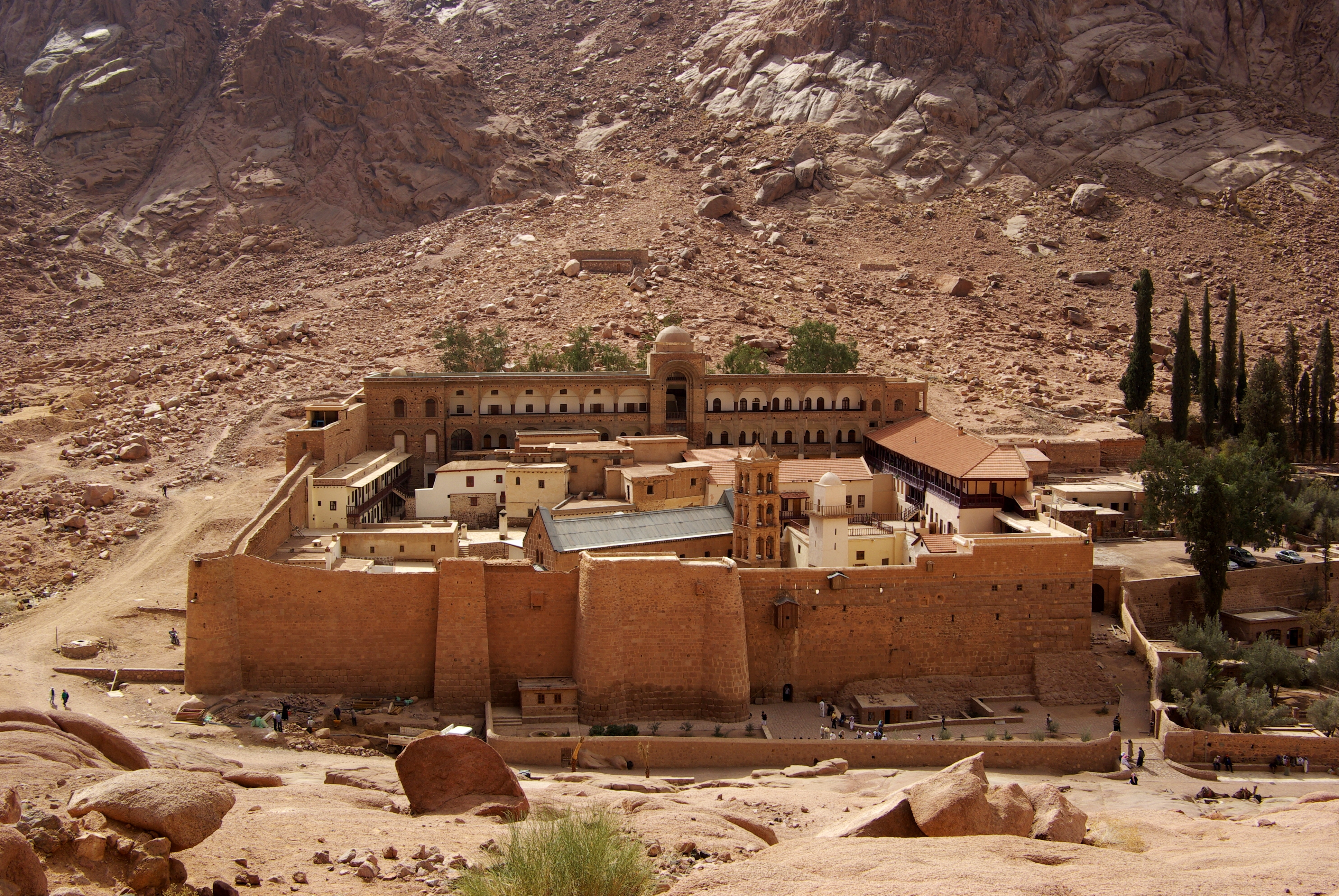
Il monastero di Santa Caterina sul Monte Sinai.

## Clima
L'alta stagione turistica in Egitto va da metà ottobre a maggio, durante l'inverno e la primavera; da maggio a ottobre le temperature diurne sono relativamente elevate, soprattutto a Luxor e nella parte meridionale del paese.
L'Egitto è uno dei paesi più caldi e soleggiati in tutto il mondo. Con l'eccezione di una striscia lungo la costa del mar Mediterraneo, il paese ha un clima per lo più desertico, essendo interamente all'interno del deserto del Sahara. La fascia costiera del Mediterraneo ha una piovosità media annua di 100–200 mm. Nell'Egitto centrale e meridionale possono anche passare molti anni senza tracce di pioggia significativa.
Gli inverni sono generalmente caldi nel sud dell'Egitto, ma le temperature scendono bruscamente durante la notte, soprattutto nel deserto. In estate il sud dell'Egitto è molto caldo con una bassa umidità dell'aria.